# 浦田啓一
浦田 啓一（うらた ひろかず、1963年10月28日 - ）は、日本の検察官。東京高等検察庁公安部長、公安調査庁次長、最高検察庁公安部長、公安調査庁長官等を経て、広島高等検察庁検事長。

## 来歴・人物
京都府京都市出身。東京大学法学部卒業後、1989年東京地方検察庁検事任官。那覇地方検察庁次席検事や、東京地方検察庁特別捜査部検事を歴任し、西松建設事件の捜査指揮にあたるなどした。東京地方検察庁刑事部副部長や、名古屋地方検察庁特別捜査部長、札幌地方検察庁次席検事、最高検察庁検事、東京高等検察庁公安部長等を経て、2017年大津地方検察庁検事正。2018年公安調査庁次長。2020年最高検察庁監察指導部長。2021年最高検察庁公安部長。2023年1月10日公安調査庁長官。2024年12月10日広島高等検察庁検事長。